# Rci
Rci (stsl rьci "reci") je naziv za slovo glagoljice i stare ćirilice. 
Koristilo se za zapis glasa /r/, te u glagoljici kao broj 100.
Standard Unicode i HTML ovako predstavljaju slovo rci u glagoljici:
|                  | Unikod | Unikod                          | HTML     | HTML | izgled ovisi o pregledniku | poveznice (engl.)                |
| k. točka         | naziv  | kod                             | entitet  |      | izgled ovisi o pregledniku | poveznice (engl.)                |
| ---------------- | ------ | ------------------------------- | -------- | ---- | -------------------------- | -------------------------------- |
| veliko slovo rci | U+2C13 | GLAGOLITIC CAPITAL LETTER RITSI | &#x2C13; | nema | Ⱃ                          | detaljni podaci test preglednika |
| malo slovo rci   | U+2C43 | GLAGOLITIC SMALL LETTER RITSI   | &#x2C43; | nema | ⱃ                          | detaljni podaci test preglednika |

## Vanjske poveznice
- Definicija glagoljice u standardu Unicode (PDF) (eng.)
- Stranica R. M. Cleminsona, s koje se može instalirati font Dilyana koji sadrži glagoljicu po standardu Unicode  Arhivirana inačica izvorne stranice od 29. listopada 2005. (Wayback Machine) (eng.)